# Mladen Vasilev
Mladen Vasilev (Slivnica, 29 luglio 1947) è un ex calciatore bulgaro, di ruolo attaccante.

## Carriera
Con la Nazionale bulgara ha preso parte ai Mondiali 1974.